# Roncus tabacarui
Roncus tabacarui är en spindeldjursart som beskrevs av Bozidar P.M. Curcic och Dimitrijevic 2006. Roncus tabacarui ingår i släktet Roncus och familjen helplåtklokrypare. Inga underarter finns listade i Catalogue of Life.